# 208917 Traviscarter
208917 Traviscarter è un asteroide della fascia principale. Scoperto nel 2002, presenta un'orbita caratterizzata da un semiasse maggiore pari a 2,7877367 UA e da un'eccentricità di 0,0766575, inclinata di 3,91748° rispetto all'eclittica.